# ناثان تومسون
ناثان تومسون (بالإنجليزية: Nathan Thompson)‏ (9 نوفمبر 1990 تشستر المملكة المتحدة - ) هو لاعب كرة قدم بريطاني يلعب كمدافع.

## روابط خارجية
- ناثان تومسون على موقع قاعدة بيانات كرة القدم.إي يو (الإنجليزية)
- ناثان تومسون على موقع Soccerbase.com (لاعب) (الإنجليزية)
- ناثان تومسون على موقع Soccerway.com (الإنجليزية)